# باغ شیشه‌ای (مجموعه تلویزیونی)
باغ شیشه‌ای نام یک مجموعه تلویزیونی ۴۰ قسمتی به کارگردانی مهدی مظلومی و تهیه‌کنندگی الهام ابراهیمی است که برای پخش در شبکهٔ ۲ سیمای جمهوری اسلامی ایران تولید شده‌است.
این سریال ابتدا «یک لقمه نان، یک کاسه ماست» نام داشت. این سریال در سال ۱۳۸۸ تولید و پخش شد.

## بازیگران
- فرامرز قریبیان (قربان)
- مهتاج نجومی (مهرانگیز، همسر قربان)
- هومن برق‌نورد (ایرج، پسر قربان)
- خاطره حاتمی (سپیده، دختر قربان)
- شهرام قائدی (ظفر، پسر قربان)
- نعیمه نظام دوست (الهام، عروس قربان)
- محسن حسینی (ـ کیکاووس، سرایدار)
- یوسف تیموری (سامان، مورد اعتماد قربان)
- عباس جمشیدی‌فر (روح پدر قربان)
- سالار دریامج (پرویز)
- الهام شکیب (رعنا)
- والا شهیدی (نوه قربان)